# Construïm
Construïm és una associació d'orientació democristiana fundada a finals de 2014 com a reacció, segons ells mateixos argumenten, "a la situació actual que viu el nostre país", que "ens condueix a un carreró sense sortida". El seu president és Joan Carles Santín i el seu portaveu és Ignasi Rafel.
Durant l'Escola d'Estiu d'Unió de 2014, Josep Antoni Duran i Lleida va reclamar una refundació de l'espai polític del centre catalanista. Mesos després, el 14 de novembre de 2014 cinc ciutadans van registrar legalment la plataforma Construïm amb domicili a l'Avinguda de Madrid de Barcelona. Els fundadors d'aquesta formació van ser Joan Carles Santín (president), Maria Teresa González Carrasco (secretària), Josep Mouriño (tresorer), Antoni Mulà i Joan López Masoliver (vocals). Algunes d'aquestes persones són relacionades amb entorns d'Unió Democràtica de Catalunya i/o l'associació E-Cristians. Josep Antoni Duran i Lleida, qui va fer servir el lema "Construïm" en una ponència el mateix novembre de 2014, afirma no tenir res a veure i que ell no abandonarà Unió.
El 26 de març de 2015 van publicar a La Vanguardia el seu manifest fundacional, i el 20 de juliol de 2015 van fer la presentació pública del projecte al Col·legi de Periodistes de Catalunya a Barcelona. Allà el portaveu Ignasi Rafel va descriure el projecte i les seves línies d'actuació i va reconèixer el paper inicial de Duran i Lleida en l'origen de l'organització.